# Phaenoglyphis salicis
Phaenoglyphis salicis is een vliesvleugelig insect uit de familie van de Figitidae. De wetenschappelijke naam van de soort is voor het eerst geldig gepubliceerd in 1883 door Cameron.